# حلزيات
الحيوانات اللولبية أو الحلزيات (الاسم العلمي: Spiralia) هي أصنوفة عليا من الحيوانات.

## التصنيف
- أفعويات الذيل
  - نظيرات أفعوية الذيل
    - أفعوية الذيل
- حاملات العجل
- مرجانيات
- حيوانات عضدية
- ديدان خرطومية
- عجلانيات